# 佟达宁
佟达宁（1950年9月—2006年4月21日），满族，辽宁省北镇市人，曾任中华人民共和国全国社会保障基金理事会办公厅主任，后因为向中华民国（台湾）政府出售情报，于2006年被处死。其故事被拍成《佟達寧間諜竊密案》，作為保密教育宣導片。
1969年1月，参加工作。1975年4月，加入中国共产党。1984年，任中華人民共和國國家經濟體制改革委員會试点司、综合司主任科员、副处长；1993年任试点司试点处处长；1998年，任国务院体改办秘书行政司副司长；2001年6月，任全国社会保障基金理事会行政事务部副主任（副司级）；2003年2月，任社会保障基金会行政事务部主任（正司级）；2003年10月，任社保基金会办公厅主任兼社保基金会机关党委副书记。
2004年2月21日，因涉嫌间谍罪，佟达宁被羁押。3月26日，被正式逮捕。司法机关认为，佟服务于中华民国（台湾）的国防部军事情报局。2005年8月，北京市第二中级人民法院裁定佟达宁犯间谍罪，判处死刑，剥夺政治权利终身，并处没收个人全部财产。佟达宁提出上诉。11月30日，北京市高级人民法院驳回上诉，维持原判。2006年3月23日，经最高人民法院核准，批准执行死刑。4月，全国社会保障基金理事会开除佟达宁党籍。4月21日，执行死刑。